# Salleri (Okhaldhunga)
Salleri (nep. सल्लेरी, trl. Salerī, trb. Saleri) – gaun wikas samiti we wschodniej części Nepalu w strefie Sagarmatha w dystrykcie Okhaldhunga. Według nepalskiego spisu powszechnego z 2001 roku liczył on 371 gospodarstw domowych i 1766 mieszkańców (970 kobiet i 796 mężczyzn).